# Teologia storica

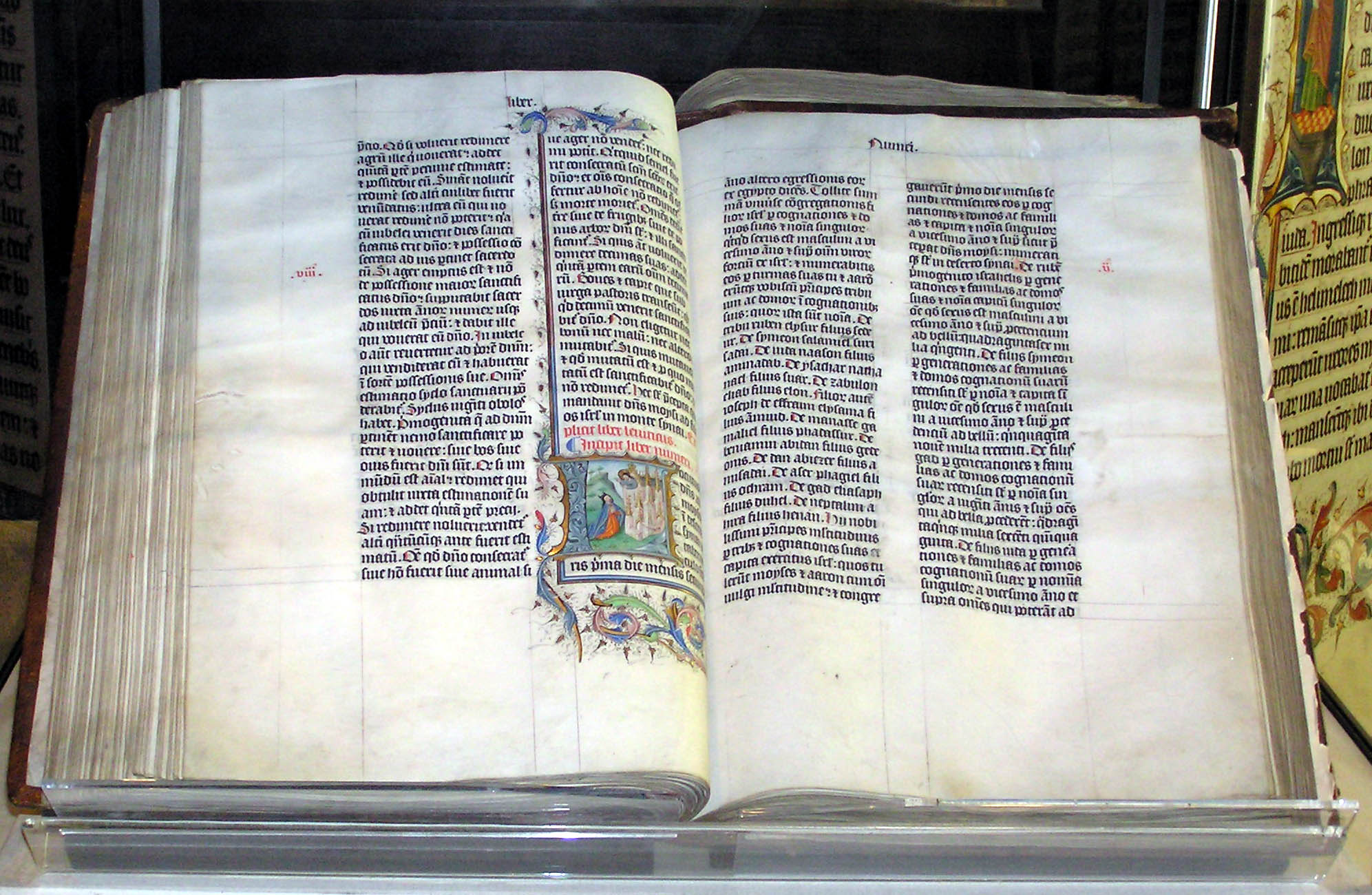
Bibbia belga del 1407 dall'Abbazia di Malmesbury

La teologia storica è lo studio della storia della dottrina cristiana. Grenz, Guretzki e Nordling la descrivono come "La branca della disciplina teologica che cerca di comprendere e delineare come la chiesa ha interpretato le sacre scritture e sviluppato la dottrina nel corso della sua storia, dal tempo degli apostoli ai giorni nostri. La duplice funzione della teologia storica è quella di mostrare l'origine e lo sviluppo delle credenze conservate nel presente e di aiutare i teologi contemporanei a identificare gli errori teologici del passato che dovrebbero essere evitati nel presente".

## Panoramica
Secondo Friedrich Schleiermacher, la teologia storica è una disciplina, che si avvicina alle aree della teologia utilizzando metodi che vengono impiegati nello studio di qualsiasi altro fenomeno storico. Questo si basa sul concetto che la teologia ha un punto di partenza storico piuttosto che speculativo. Ad esempio, la Bibbia e gli scritti dei concili ecumenici sono considerati fonti storiche e il loro contenuto è trattato come testimonianza. Copre la maggior parte di ciò che Schleiermacher ha definito come il vero corpo teologico e potrebbe includere teologia esegetica, dogmatica e storia della chiesa. 
Come branca della teologia, indaga i meccanismi socio-storici e culturali che danno origine a idee, affermazioni e sistemi teologici. Il campo si concentra sul rapporto tra teologia e i suoi contesti, nonché sulle maggiori influenze teologiche o filosofiche sulle figure e sui temi studiati. Il suo fondamento metodologico e gli obiettivi sono simili a quelli usati dagli storici intellettuali che ricercano l'epistemologia storica, in particolare quelli come Matthew Daniel Eddy, che investigano le connessioni culturali tra teologia e altre discipline che esistevano nel passato.
Una posizione evangelica sostiene che la teologia storica deve essere allineata con la parola di Dio o che deve sempre fare riferimento alle Scritture.